# Llibre de Nehemies
El llibre de Nehemies és un llibre de l'Antic Testament que segueix al Llibre d'Esdres i en continua la història.

## Descripció
L'alternança entre la primera i le tercera persona han portat als estudiosos a afirmar que podria haver estat escrit per ambdós, Esdres i Nehemies (si els noms representen els personatges reals), ja que els llibres de Nehemies i d'Esdres eren un únic volum indivisible fins al segle xv, quan es van separar en dos. El llibre de Nehemies ha estat anomenat també Segón llibre d'Esdres i el conjunt dels dos com a llibres d'Esdres. La data de composició estaria al voltant del 430 aC. durant l'època hel·lenística.
A les Bíblies cristianes llatines a partir del segle XIII, el Llibre de la Vulgata d'Esdres estava dividit en dos textos, anomenats respectivament primer i segon llibre d'Esdres. Aquesta separació es va canonitzar amb les primeres Bíblies impreses en hebreu i llatí. Les traduccions de la Bíblia protestant reformada de mitjans del segle XVI produïdes a Ginebra van ser les primeres a introduir el nom de Llibre de Nehemies per al text que abans es deia Segon llibre d'Esdres
El llibre, en forma de recull, se centra en els fets històrics dels jueus al seu retorn de la deportació babilònica, amb especial èmfasi en els canvis de govern i la reconstrucció de Jerusalem (i del temple). L'autor argumenta a favor de la teocràcia i de la unió de tots els jueus, així com reivindica la figura del rei David.